# Snow Bros.
Snow Bros. — аркадний платформер 1990 року, розроблена компанією Toaplan, спочатку видана в Японії, потім у Північній Америці компанією Romstar, а згодом і в Європі. У головних ролях однойменні сніговики-близнюки Нік і Том, гравці повинні пройти 50 етапів, кидаючись і ліплячи сніжки, стрибаючи на платформи і злізаючи з них, щоб подолати перешкоди на рівні, ухиляючись і перемагаючи монстрів, щоб врятувати принцес Пуріпурі і Пучіпучі з полону. Хоча спочатку гра була випущена для аркадних автоматів, пізніше вона була портована на різні платформи, кожна з яких була створена різними сторонніми розробниками і містила кілька змін або доповнень у порівнянні з оригінальною версією. Конверсії для різних мікрокомп'ютерів були в розробці, але жодна з них не була офіційно випущена для громадськості.
Snow Bros. була зустрінута переважно позитивно як критиками, так і гравцями, отримавши нагороду від журналу Gamest і ставши культовою з моменту свого першого релізу. У 1994 році компанія Hanafram випустила продовження під назвою Snow Bros. 2: With New Elves, що стало останньою грою Toaplan перед їхнім закриттям. Права на назву належать японській компанії Tatsujin, заснованій Масахіро Юге. Модернізована версія гри під назвою Snow Bros Special була розроблена CRT Games та видана Daewon Media Game Lab і Clear River Games для Nintendo Switch, реліз відбувся 19 травня 2022 року.

## Геймплей
Snow Bros. нагадує Bubble Bobble і Tumblepop, де гравці беруть на себе роль сніговиків-близнюків Ніка (P1) і Тома (P2), які проходять 50 етапів, кожен з яких має боса на кожному десятому етапі, з яким необхідно битися, перш ніж просуватися далі, прагнучи врятувати принцес-близнюків Пуріпурі і Пучіпучі з полону як головну мету. Стислий зміст сюжету «Снігових братів» варіюється в залежності від регіону та версії.  У порту NES король Скорч прокляв принців Ніка і Тома, перетворивши їх на сніговиків, а також захопив принцес-близнючок Тері і Тіну, змусивши братів перемогти короля, щоб врятувати свою землю.
Гравець може кидати сніг у ворогів до тих пір, поки кожен з них не буде повністю покритий снігом і не перетвориться на снігову кулю, однак частково покриті снігом вороги не можуть рухатися, поки не обтрусять його з себе. Після того, як ворог перетворився на снігову кулю, гравці можуть котити або кидати кулю, яка буде відскакувати від стін, поки врешті-решт не розіб'ється. Будь-які вороги, на яких котиться сніжок, знищуються, а інші нерухомі сніжки починають котитися, коли сніжок, що котиться, торкається їх. Якщо гравцям вдасться знищити всіх ворогів, штовхнувши одну сніжку (цю сніжку можна використовувати для того, щоб змусити відскочити й інші, що збільшить шанси на успіх), то з неба впадуть бонусні гроші. Якщо гравець витрачає занадто багато часу на проходження рівня, з'являється злий привид-гарбуз і намагається вбити гравця. Він непереможний, але його можна оглушити і відправити інше місце рівня за допомогою сніжок або снігових пострілів. Злісний гарбузова голова з часом породжує привидів, які вільно мандрують рівнем і шукають персонажа гравця. Цих привидів не можна вбити або оглушити, а гравці повинні уникати їх, вбиваючи решту ворогів.
Коли гравці перемагають ворога, він може видати предмет зілля. За кольором цих зілля гравці дізнаються, що це за підсилення: червоне зілля збільшує швидкість, синє збільшує кількість кинутого снігу, щоб легше засипати ворогів снігом, жовте збільшує відстань, на яку можна кинути сніг, а зелене змушує сніговиків надуватися, як повітряну кульку, маючи можливість літати по екрану і вибивати ворогів протягом обмеженого періоду часу. У грі є низка прихованих бонусних секретів, які потрібно знайти, щоб набрати високі бали та отримати додаткові життя. Якщо одного гравця вбито, його персонаж негайно респавниться в тому місці, звідки він починав на кожному етапі. Потрапляння під ворожу атаку призведе до втрати життя, а також штрафу у вигляді зменшення вогневої потужності та швидкості персонажів до початкового стану, і коли всі життя будуть втрачені, гра закінчиться, якщо тільки гравці не вставлять більше кредитів в ігровий автомат, щоб продовжити гру.

## Розробка

### Версія для Аміги

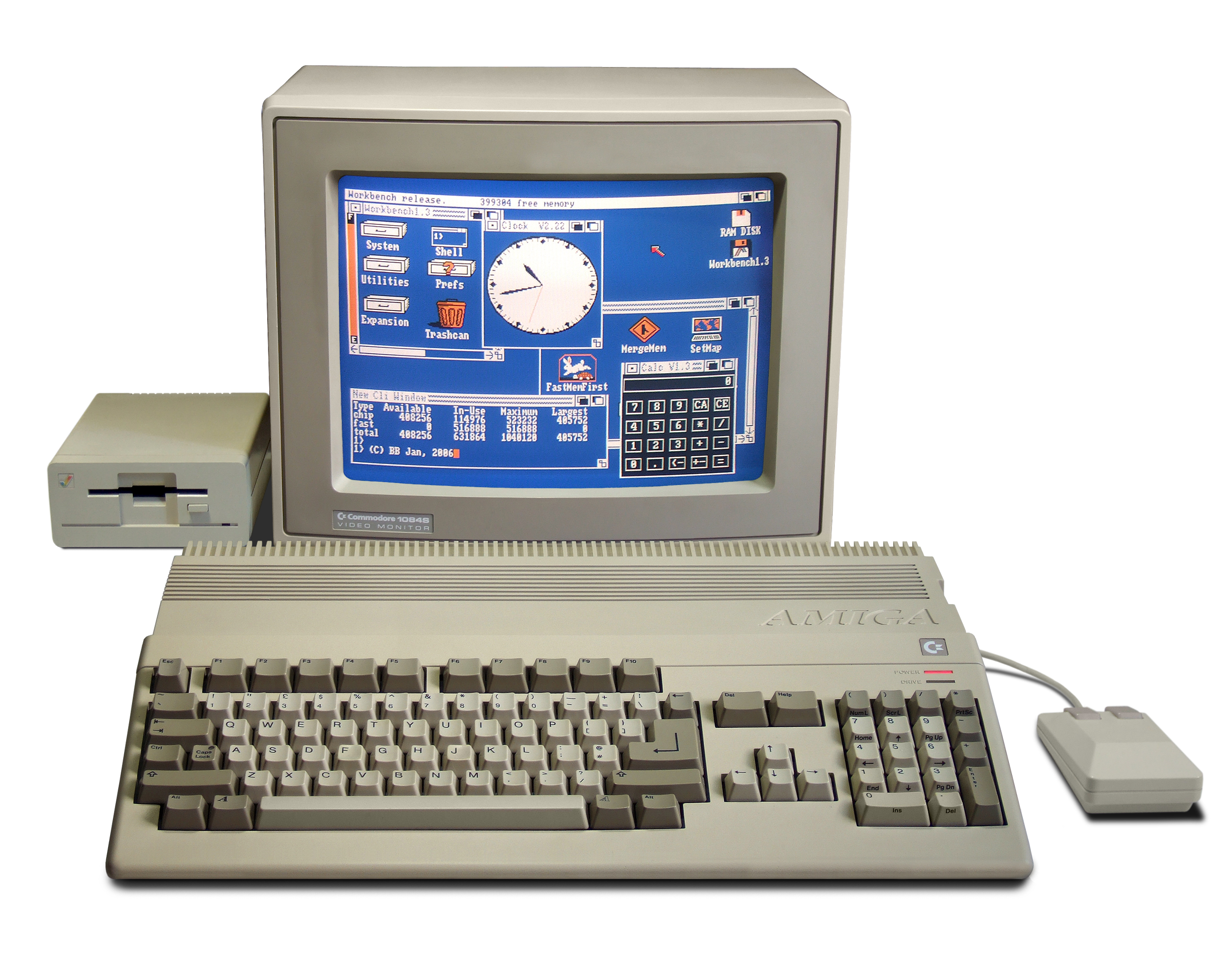
Snow Bros. було переобладнано для Amiga компанією Ocean France одразу після завершення робіт з портування Pang у 1990 році.

Snow Bros. для Amiga було створено компанією Ocean France, французьким підрозділом видавця Ocean Software, який раніше працював над іншими конверсіями, такими як Pang та Rainbow Islands: The Story of Bubble Bobble 2, а розробкою керував Марк Джан. Ocean Software придбала ліцензію після Європейської виставки комп'ютерних розваг у вересні 1990 року, а робота над портом розпочалася одразу після того, як програміст П'єр Адан закінчив свою роботу над конвертацією Pang.
Незважаючи на майже повну відсутність підтримки з боку Toaplan, команда Ocean France хотіла, щоб порт Snow Bros. для Amiga був максимально наближеним до аркадного оригіналу, граючи в  автомат від початку до кінця, використовуючи його як еталон, роблячи нотатки про певні елементи, такі як анімація, графічні прийоми та штучний інтелект супротивника. Робота над конвертацією виконувалася переважно на системах на базі Amiga та Atari ST, а спеціальне програмне забезпечення було написане для анімації спрайтів та побудови етапів як пазл з невеликим обсягом пам'яті, що дозволило спростити процес кодування для реалізації кожного елемента з аркадної версії, як-от приховані бонусні секрети.  Художники Філіп і Ліонель Дессолі, а також Френсіс Фурньє адаптували аркадну графіку для конвертації, використовуючи ST для мап і спрайтів, а П'єр Лоріо відповідав за звуковий дизайн.
Команда також включила нові доповнення, такі як кат-сцени між етапами, а Адану також вдалося відтворити оригінальну швидкість ігрового процесу, хоча довелося внести зміни, щоб зробити гру більш комфортною. Адан розповів, що кооперативну гру було вилучено для того, щоб підтримувати стабільну частоту кадрів під час гри, яку Джан вважав «чи не найважливішим фактором».

## Реліз
Вперше Snow Bros. була випущена для ігрових автоматів у квітні 1990 року в Японії компанією Toaplan та Північній Америці компанією Romstar, а згодом і в Європі того ж року. Гра працювала на фірмовому аркадному автоматі виробництва компанії Toaplan, який вирізнявся невеликими розмірами. Саундтрек до гри написав Осаму Ота. Того ж року, 21 жовтня, альбом, що містив музику з назви та Out Zone, був ексклюзивно виданий в Японії лейблами Scitron та Pony Canyon, з аранжованим саундтреком, написаним Ота.

### Портовані версії
Порт для Game Boy під назвою Snow Bros. Jr. була розроблена компанією Dual і вперше випущена в Японії компанією Naxat Soft 24 травня 1991 року, а пізніше в Північній Америці компанією Capcom у січні 1992 року. Вона розрахована лише на одного гравця і змінює сюжет, щоб компенсувати це: одного з головних сніговиків-близнюків викрадають, а інший вирушає на його порятунок. Декілька інших аспектів гри були змінені через технічні обмеження Game Boy, наприклад, боси, які спочатку билися в парі в аркадній версії, тепер б'ються поодинці, а зілля тепер мають іншу форму через відсутність кольорового дисплея на оригінальній Game Boy. Версія для Game Boy також додає додатковий набір з 10 рівнів після проходження 50 рівнів, адаптованих з аркадної версії. 
Версія для Nintendo Entertainment System, яка в західних регіонах отримала назву Snow Brothers, була розроблена Soft House і вперше випущена в Північній Америці компанією Capcom в листопаді 1991 року, потім в Японії в грудні того ж року компанією Toaplan, а також в Європі.  На початку гри з'являється нова сюжетна послідовність, яка зображує унікальну для цієї версії історію походження Ніка і Тома, в якій вони виявляються принцами-людьми, що були прокляті злим демоном на ім'я Король Скорч, який перетворив їх на сніговиків.
Версія для Sega Mega Drive була випущена тільки в Японії компанією Tengen 28 травня 1993 року, і це була єдина консольна версія гри, розроблена Toaplan. Вона містить нову вступну сюжетну послідовність на початку гри, а також 20 додаткових рівнів, встановлених після оригінальних 50 рівнів, в яких гравець перемикає управління з Ніка і Тома на принцес-близнюків Пуріпурі і Пучіпучі після того, як самі сніговики-близнюки були викрадені новим ворогом. Версія Mega Drive входить до складу японської та азійської версій Sega Genesis Mini.
У 2012 році ISAC Entertainment випустила розширену версію Snow Bros. для мобільних пристроїв iOS та Android. Snow Bros. увійшла до складу збірки Toaplan Arcade 1 для Evercade.

### Відмінені версії
Ocean France планувала розробити Snow Bros. для різних мікрокомп'ютерних і консольних платформ, таких як Amstrad GX4000, Amiga, Atari ST, Commodore 64 і ZX Spectrum у 1991 році, але жодна з цих версій не була офіційно випущена Ocean Software. Як і порт для Game Boy, версія для Amiga не має багатокористувацької функціональності через причини, пов'язані з ігровим процесом. ROM-образ версії для Amiga з'явився в Інтернеті у 2006 році.

## Рецензії
| Рецензії           | Рецензії           | Рецензії             | Рецензії             | Рецензії             |
| Оцінки рецензентів | Оцінки рецензентів | Оцінки рецензентів   | Оцінки рецензентів   | Оцінки рецензентів   |
| Видання            | Оцінки             | Оцінки               | Оцінки               | Оцінки               |
| Видання            | GB                 | NES                  | AGA                  | SMD                  |
| ------------------ | ------------------ | -------------------- | -------------------- | -------------------- |
| ACE                | 800/1000           | Н/Д                  | Н/Д                  | Н/Д                  |
| ASM                | 8/12               | Н/Д                  | Н/Д                  | Н/Д                  |
| AllGame            | Н/Д                | [ 35 ]               | Н/Д                  | Н/Д                  |
| Beep! Mega Drive   | Н/Д                | Н/Д                  | Н/Д                  | 23/40                |
| CVG                | 90%                | Н/Д                  | Н/Д                  | Н/Д                  |
| EGM                | Н/Д                | 26/40                | Н/Д                  | Н/Д                  |
| Famitsu            | 23/40              | 24/40                | Н/Д                  | 23/40                |
| GamePro            | Н/Д                | 19/25                | Н/Д                  | Н/Д                  |
| Génération 4       | 90%                | Н/Д                  | 91%                  | Н/Д                  |
| Hippon Super!      | Н/Д                | Н/Д                  | Н/Д                  | 60/100               |
| Hobby Consolas     | Н/Д                | 84/100               | Н/Д                  | Н/Д                  |
| Joypad             | 93%                | Н/Д                  | Н/Д                  | Н/Д                  |
| Joystick           | 93%                | Н/Д                  | 92%                  | Н/Д                  |
| Mean Machines      | 79%                | Н/Д                  | Н/Д                  | Н/Д                  |
| Mean Machines Sega | Н/Д                | Н/Д                  | Н/Д                  | 83/100               |
| MDAG               | Н/Д                | Н/Д                  | Н/Д                  | 59%                  |
| MegaTech           | Н/Д                | Н/Д                  | Н/Д                  | 86%                  |
| Nintendo Power     | Н/Д                | 12.8/20              | Н/Д                  | Н/Д                  |
| Play Time          | 32%                | Н/Д                  | Н/Д                  | Н/Д                  |
| Power Unlimited    | Н/Д                | 72/100               | Н/Д                  | Н/Д                  |
| Sega Force Mega    | Н/Д                | Н/Д                  | Н/Д                  | 91/100               |
| Sega Pro           | Н/Д                | Н/Д                  | Н/Д                  | 79%                  |
| Sega Zone          | Н/Д                | Н/Д                  | Н/Д                  | 51/100               |
| Super Game         | Н/Д                | Н/Д                  | Н/Д                  | 70/100               |
| Superjuegos        | 77,8/100           | Н/Д                  | Н/Д                  | Н/Д                  |
| Video Games        | Н/Д                | Н/Д                  | Н/Д                  | 75%                  |
| Нагороди           |                    |                      |                      |                      |
| Публікація(ї)      | Публікація(ї)      | Нагорода(и)          | Нагорода(и)          | Нагорода(и)          |
| Gamest Mook (1998) | Gamest Mook (1998) | Annual Hit Game 48th | Annual Hit Game 48th | Annual Hit Game 48th |

За даними RePlay, Snow Bros. була однією з найпопулярнішою аркад на той час. Game Machine також вказала гру у своєму випуску від 15 червня 1990 року як таку що входить у  топ-11 найпопулярніших аркадних ігор в Японії на той час. Донн Науерт з VideoGames & Computer Entertainment позитивно оцінив аркадну версію.  У вересневому випуску японського видання Micom BASIC Magazine за 1990 рік гра посіла восьме місце за популярністю. Den of Geek відзначив, що це одна з ігор від Toaplan, в якій компанія застосувала новий жанр а не Shoot 'em up. Оригінальна аркада стала культовою з моменту свого виходу.
Портована версія для Game Boy була позитивно сприйнята критиками. Шанувальники сприйняли її позитивно: в опитуванні, проведеному журналом Family Computer Magazine, вона отримала 19,7 балів з 30, що свідчить про її популярність.
Портована версія NES також отримала позитивну оцінку від рецензентів. 19,7 балів з 30 можливих.
Версія Snow Bros. для Amiga була позитивно сприйнята критиками перед тим, як її було скасовано.

## Спадщина
Сиквел під назвою Snow Bros. 2: With New Elves (відомий в Японії як Otenki Paradise: Snow Bros. 2) вийшов в 1994 році і став останнім аркадним проектом, розробленим Toaplan, оскільки компанія оголосила про банкрутство під час виходу гри. Схожа за стилем гра під назвою Nightmare in the Dark була розроблена у 2000 році AM Factory і видана Eleven/Gavaking та SNK для Neo Geo MVS.
У 2002 році мексиканська компанія Syrmex Electronics створила хакерську версію оригінальної Snow Brothers, що працює на аналогічному обладнанні, під назвою Snow Brothers 3: Magical Adventure, замінивши Ніка і Тома на футболістів, які замість сніжок кидають футбольні м'ячі, при цьому рівні гри схожі на оригінальні, незважаючи на нову графіку та ілюстрації, додані на тлі рівнів. Це була єдина гра, розроблена Syrmex, яка ніколи не існувала як фізичний аркадний автомат; в неї можна було грати лише за допомогою емуляторів аркадних автоматів, таких як MAME.
В останні роки права на Snow Bros, її наступника та багато інших об'єктів інтелектуальної власності від Toaplan належать Tatsujin, компанії, названій на честь японської назви Truxton, яка була заснована у 2017 році колишнім співробітником Toaplan Масахіро Юге (Masahiro Yuge), що зараз пов'язана з виробником аркад exA-Arcadia. Відродження для Nintendo Switch було розроблено CRT Games і випущено у 2022 році Daewon Media Game Lab (завантаження) та Clear River Games (фізичні копії).
Продовження Snow Brothers 2 під назвою Snow Brothers: Wonderland заплановано на 28 листопада 2024 року для PlayStation 4, PlayStation 5 і Nintendo Switch. Гра розроблена студією Tatsujin та видана Clear River Games.